# Josef Riegler
Josef Riegler (Judenburg, 1º novembre 1938) è un politico austriaco.

## Biografia
È stato Vicecancelliere d'Austria dal 1987 al 1991.
È stato Ministro del Federalismo e della Riforma amministrativa dal 1989 al 1991. Inoltre in questo stesso periodo è stato a capo del Partito Popolare Austriaco.
È noto soprattutto per le sue posizioni ambientaliste. Ha coniato la definizione di "Economia di Mercato Eco-sociale" con riferimento al problema della Sostenibilità ambientale della Crescita economica.
È di religione cattolica.